# Konrad von Carnall
Arvid Konrad von Carnall auch Arwid Conrad (* 23. Januar 1760 in Stralsund; † 8. September 1840 in Tarnowitz) war ein preußischer Generalmajor.

## Leben

### Herkunft
Konrad entstammt einem kurländischen Adelsgeschlecht, das 1751 unter dem Namen de Carnall in Schweden naturalisiert wurde. Seine Eltern waren der schwedische Kapitän Henning von Carnall und Freiin Anna von Krassow.

### Militärlaufbahn
Carnall wurde 1772 Kadett in Berlin und 1776 Gefreitenkorporal im Infanterieregiment Nr. 47 der Preußischen Armee. 1777 avancierte er im Regiment zum Portepeefähnrich, nahm am Bayerischen Erbfolgekrieg teil und wurde 1781 Fähnrich. Seine Beförderung zum Sekondeleutnant erfolgte 1786. Carnall wurde 1792 Generaladjutant beim Regimentschef Generalmajor Karl von Hertzberg. Im Ersten Koalitionskrieg nahm er an der Kanonade von Valmy, den Schlachten von Pirmasens und Kaiserslautern, den Belagerungen von Longwy und Mainz, der Blockade von Königstein und dem Gefecht am Kettrichhof teil. Bereits 1792 avancierte er zum Premierleutnant und wurde 1793 für seinen Verhalten vor Pirmasens mit dem Orden Pour le Mérite ausgezeichnet. Er stieg 1794 zum Stabskapitän und 1801 zum Kapitän und Kompaniechef, sowie 1806 zum Major auf.
Im Vierten Koalitionskrieg wurde er in der Schlacht bei Jena und Auerstedt durch einen Durchschuss in den Hals schwer verwundet und war kurzzeitig nicht mehr Feldverwendungsfähig. Hierauf wurde er 1808 zur Dienstleitung beim Gouvernement Glatz kommandiert. 1809 wurde Carnall in das 2. Schlesische Infanterie-Regiment versetzt. Er war 1810 auf der Festung Glatz entweder als Assistent des Kommandanten oder als Kommandant ad interim. 1811 erhielt er die Kommandeurstelle des 1. Schlesischen Infanterie-Regiment und wurde zudem 1812 Führer des 6. kombinierten Feldregiments für den Russlandfeldzug. Carnall nahm an Gefechten bei Grünental, St. Annen und Klievenhoff teil. 1813 fand er erneut als Kommandeur des 1. Schlesischen Infanterieregiments Verwendung und avancierte zum Oberstleutnant.
Er nahm an den Befreiungskriegen insbesondere den Schlachten bei Großgörschen, um Dresden, bei Kulm, bei Leipzig, bei Paris und bei Belle Alliance teil. Bei Großgörschen wurde Carnall erneut verwundet und erhielt das Eiserne Kreuz II. Klasse, nach der Völkerschlacht erhielt er das Kreuz I. Klasse und nach Belle Alliance den Sankt-Stanislaus-Orden II. Klasse. Er hatte bereits 1813 auch seine Beförderung zum Oberst erhalten und wurde gleichzeitig Brigadeführer beim I. Armee-Korps. Schließlich wurde er 1815 noch Inspekteur der Schlesischen Landwehrreservebataillone und erhielt mit dem Charakter als Generalmajor mit einer Pension von 1000 Talern seinen Abschied.

### Familie
Carnall vermählte sich 1795 in Nimpsch mit Mathilde Le Cointe (1771–1859), eine Tochter des preußischen Majors Friedrich Wilhelm Le Cointe und der Dorothea Marie Rolbusch. Aus der Ehe sind die fünf nachstehenden Kinder hervorgegangen:
- Karoline Friederike Franziska (1796–1803)
- Albertine (1799–1885) ⚭ Florian Bittner (1788–1844), Herr auf Gut Altheide
- Konrad (1801–1803)
- Heinrich Arvid Felix (1803–1830), Dr. med. und Eskadronchirurg im 4. Husaren-Regiment
- Rudolf (1804–1874), Bergbauingenieur[1] ⚭ Emilie von Büttner (1808–1863),[5]